# Château d’Aigle
Das Château d’Aigle (deutsch: Adlerburg) steht im Schweizer Kanton Waadt mitten in den Alpen, etwa 45 Kilometer südöstlich von Lausanne und ist die bedeutendste Sehenswürdigkeit von Aigle.

## Geschichte und Aufbau
Die erste Befestigung ist auf das 11. Jahrhundert datiert. Die Höhenburg 430 m ü. M. wurde bis ins 13. Jahrhundert vergrössert, doch erst als es den Bernern gelang die Feste 1475 in ihre Hand zu bekommen, erhielt die Burg ihr jetziges Aussehen. Die Stadt und Republik Bern setzte hier einen Gouverneur ein. Guillaume Farel führte unter anderem von hier aus die Reformation im Waadtland ein.
Die rechteckige Anlage besteht aus einer starken Ringmauer mit drei Ecktürmen. Die Dächer sind kegelförmig gehalten. In der vierten Ecke steht ein mächtiger, von freistehenden Nebengebäuden umgebener Donjon. Der Wehrgang der Ringmauer ist zum Schutz der Besatzung komplett bedeckt. Dies hatte den Vorteil, dass ihr selbst Bogenschützen im Bogenschuss nicht gefährlich werden konnten. Oberhalb des Einganges befindet sich eine Wachstube, die mit Pechnasen bestückt ist.

## Besonderheiten
Rechteckige Burgen wie Aigle sind in der Schweiz eher selten. Diese Anlage und ähnliche Beispiele wie das Schloss Champvent im Kanton Waadt sind auf den Einfluss des Hauses Savoyen zurückzuführen.

## Museum und Kulturdenkmal
Mit der Waadtländer Revolution im Jahr 1798 endete die Berner Epoche. Die Stadt Aigle erwarb im Jahr 1904 das Schloss für 5'670 CHF. Zunächst diente es als Gericht und Gefängnis sowie für Gemeindewohnungen. Mit dem aufkommenden Historismus erkannte man den Wert des Schlosses und bemühte sich um die Erhaltung der Anlage. Seit 1975 ist hier ein Weinmuseum und Räume für Empfänge, Bankette und Seminare können gemietet werden.